# Lélé (langue mandée)
Pour les articles homonymes, voir Lele.
Le lélé est une langue nigéro-congolaise du groupe mokolé de la famille des langues mandées, parlée dans les préfectures de Kissidougou et Guéckédou en Guinée.
En 2020, le nombre de locuteurs était estimé à 26 000.